# Estatua de Harsomtus-em-hat
La estatua de Harsomtus-em-hat pertenece a la civilización egipcia, en concreto a la Dinastía XXVI. Reinado de Psamético I (primer faraón saíta). La pieza se encuentra en el Museo Arqueológico Nacional de España en Madrid con el número de inventario 2014. En el siglo XVIII se encontraba en Barcelona, más tarde pasó a formar parte de la colección del Real Gabinete de Historia Natural, institución suprimida en 1815 y fusionada en el Real Museo de Ciencias Naturales, del que en 1868 pasó al Museo Arqueológico Nacional, constituido el año anterior.

## Características

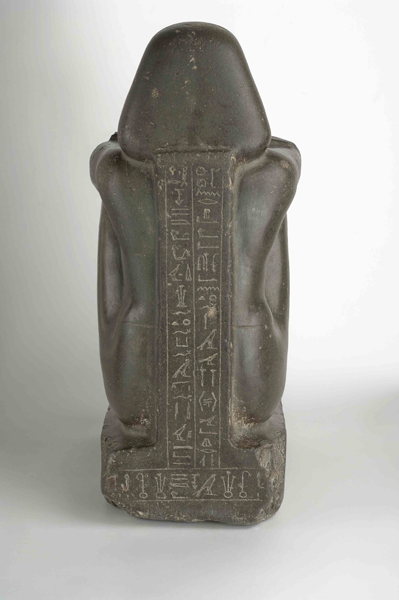
Parte dorsal de las inscripciones.

Es una escultura en bulto redondo, de un personaje masculino llamado Harsomtusemhat, que fue un alto dignatario y sacerdote. La persona aparece sentada, con las piernas encogidas y los brazos sobre las rodillas. Es un tipo de escultura llamada sistrófora, pues delante de las piernas aparece un sistro con la cabeza de la diosa Hathor. También posee pilar dorsal. El material es basalto, y la pieza presenta un gran pulido. El personaje residía en la ciudad de Menfis.
Las inscripciones jeroglíficas aparecen en el pilar dorsal, en el zócalo, en las piernas del personaje y en el mango del sistro. El texto es una típica fórmula de ofrendas (d-ny-swt-htp) en la que se detallan los cargos que ostentó el personaje, como los de escriba, registrador y sacerdote.